# La Chapelle-Bertrand
La Chapelle-Bertrand là một xã trong tỉnh Deux-Sèvres trong vùng Nouvelle-Aquitaine ở phía tây nước Pháp. Xã này có diện tích 19 km2.